# Castillon-de-Larboust
Castillon-de-Larboust è un comune francese di 67 abitanti situato nel dipartimento dell'Alta Garonna nella regione dell'Occitania.

## Società

### Evoluzione demografica
Abitanti censiti